# Gesetzliches Zusammenwohnen
Das gesetzliche Zusammenwohnen ist in Belgien eine rechtlich anerkannte Lebensgemeinschaft. 
Das Gesetz zur Einführung des gesetzlichen Zusammenwohnens vom 23. November 1998 wurde am 2. März 2000 im Belgischen Staatsblatt veröffentlicht. Neben dem faktischen Zusammenleben ohne zivilrechtliche Rechtswirkungen und der Ehe stellt es in Belgien die dritte Form einer Lebensgemeinschaft sowohl für gleichgeschlechtliche als auch für verschiedengeschlechtliche Partner dar. 
Das gesetzliche Zusammenwohnen wird durch eine gemeinsame Erklärung zweier volljähriger Personen vor der Gemeindebehörde begründet. Die Erklärung wird in das Bevölkerungsregister (Einwohnermelderegister) eingetragen. Die Personen leben in Gütertrennung. Für Erbfälle seit dem 18. Mai 2007 steht der überlebenden Person Kraft Gesetzes ein Nießbrauch an der gemeinsam bewohnten Immobilie und dem Hausrat zu, der aber durch Testament abbedungen werden kann.
Das gesetzliche Zusammenwohnen kann durch einvernehmliche Erklärung sofort und durch eine förmlich zugestellte einseitige Erklärung nach drei Monaten beendet werden. Es endet ferner mit dem Tod oder der Heirat eines Partners.